# اس‌اس بسمر
اس‌اس بسمر (به انگلیسی: SS Bessemer) یک کشتی بود که طول آن ۳۵۰ فوت (۱۰۶٫۶۸ متر) بود. این کشتی در سال ۱۸۷۴ ساخته شد.